# تل (شاهرود)
تل، روستایی از توابع بخش مرکزی شهرستان شاهرود در استان سمنان ایران است.

## جمعیت
این روستا در دهستان حومه (شاهرود) قرار دارد و براساس سرشماری مرکز آمار ایران در سال ۱۳۸۵، جمعیت آن ۱۹۳ نفر (۶۹ خانوار) بوده‌است.